# White Christmas (canción)
«White Christmas» —en español: «Blanca Navidad»— es una canción escrita por Irving Berlin. Según el Libro Guinness de los Récords, la versión cantada por Bing Crosby es el sencillo más vendido de todos los tiempos, con más de 50 millones de copias en todo el mundo. Las versiones varían en cuanto a cuándo y dónde Berlin escribió la canción. Una historia es que la escribió en 1940, junto a la piscina en el hotel Biltmore de Phoenix en Arizona, y junto a su secretaria: "A menudo quedamos despiertos toda la noche escribiendo: Agarra tu pluma y a terminar con esta canción que acabo de escribir, es la mejor canción que he escrito -. ¡Diablos, acabo de escribir la mejor canción que nadie ha escrito!".

## La versión de Bing Crosby

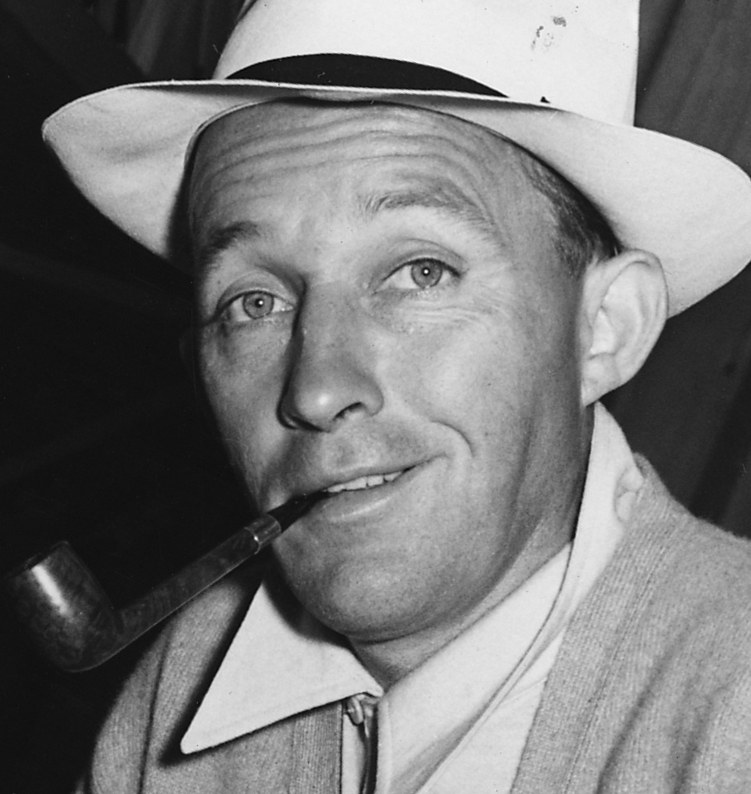
Bing Crosby en 1942

La primera actuación pública de la canción fue por Bing Crosby, en su programa de radio El Kraft Music Hall de la cadena NBC el día de Navidad de 1941. La grabación no se cree que haya sobrevivido. Posteriormente, grabó la canción con John Scott Trotter Orchestra y con Ken Darby Singers para Decca Records en apenas 18 minutos el 29 de mayo de 1942, y fue lanzado el 30 de julio como parte de un disco con seis canciones de la película Holiday Inn. Crosby no vio nada especial en la canción, él sólo dijo: "Yo no creo que tengamos ningún problema."
La canción inicialmente se vio ensombrecida por la canción de la película "Be careful, is my Heart". Sin embargo a finales de octubre de 1942, "White Christmas", encabezó el "Your Hit Parade" chart. Se mantuvo en esa posición hasta el siguiente año. La letra de la canción impactó fuertemente en todos los oyentes al mismo tiempo que se llevaba a cabo la Segunda Guerra Mundial. La Red de las Fuerzas Armadas fue inundada con peticiones de la canción.
En 1942 solamente la grabación de Crosby pasó once semanas en la cima de Billboard. La versión original también fue número uno en el Hit Parade de Harlem durante tres semanas, la grabación se convirtió en una perenne carta, reapareciendo cada año en las listas pop veinte veces por separado antes que Billboard creara un ranking de Navidad para los distintos lanzamientos de temporada.
A raíz de su protagonismo en el musical Holiday Inn, la composición ganó el Oscar a la Mejor Canción Original en 1942. En la película,Bing Crosby canta "White Christmas" a dúo con la actriz Marjorie Reynolds, aunque su voz fue doblada por Martha Mears. Esta escena ya familiar no era el plan de los cineastas 'inicial'. En el guion como se concibió originalmente, Reynolds debía haber cantando la canción y no Crosby .
Crosby regrabó el tema el 18 de marzo de 1947, acompañado de nuevo por la Orquesta de Trotter y los cantantes de Darby, con todos los esfuerzos necesarios para reproducir la grabación original.
La película de 1954 White Christmas protagonizada por el propio Crosby fue la película más taquillera de 1954.

### Cifras
La versión de Crosby se ha acreditado con ventas superiores a 50 millones de copias vendidas en todo mundo, más que cualquier versión y por lo tanto, es el más vendido en todo el mundo único de todos los tiempos, en la actualidad la canción en la versión de Crosby ostenta más de 100 millones de copias vendidas en el mundo.

## La versión de Bing Crosby en los charts musicales del mundo.
| Chart (2011–2020)                                                     | Posición en listas |
| --------------------------------------------------------------------- | ------------------ |
| Canada (Canadian Hot 100)                                             | 42                 |
| República Checa (Singles Digitál Top 100)                             | 41                 |
| Dinamarca (Tracklisten)                                               | 27                 |
| Alemania (Official German Charts)                                     | 53                 |
| Grecia ( Greece International Digital Singles IFPI)                   | 36                 |
| Hungría (Stream Top 40)                                               | 20                 |
| Irlanda (IRMA)                                                        | 24                 |
| Letonia (LAIPA)                                                       | 14                 |
| Países Bajos (Single Top 100)                                         | 4                  |
| Nueva Zelanda (Recorded Music NZ)                                     | 24                 |
| Portugal (AFP)                                                        | 64                 |
| Slovakia (Singles Digitál Top 100)                                    | 28                 |
| Suecia (Sverigetopplistan)                                            | 8                  |
| Switzerland (Schweizer Hitparade)                                     | 40                 |
| Reino Unido (UK Singles Official Charts Company)                      | 5                  |
| Estados Unidos ( USA Billboard Hot 100)                               | 12                 |
| Estados Unidos (USA Adult Contemporary Billboard)                     | 3                  |
| Estados Unidos (USA Holiday 100 Billboard)                            | 5                  |
| Estados Unidos (USA Rolling Stone Top 100)                            | 16                 |
| Suid-Afrika (South Africa Top 200 Spotify Charts)                     | 34                 |
| Francia (Francia Top 200 Spotify Charts)                              | 154                |
| Italia (Italia Top 200 Spotify Charts)                                | 157                |
| España (España Top 200 Spotify Charts)                                | 188                |
| 香港 (Hong Kong Top 200 Spotify Charts                                | 72                 |
| Australia (Australia Top 200 Spotify Charts)                          | 12                 |
| 日本 (JapónTop 200 Spotify Charts)                                    | 139                |
| Bulgaria (Bulgaria Top 200 Spotify Charts)                            | 43                 |
| Irlanda (Irlanda Top 200 Spotify Charts)                              | 15                 |
| Rumanía (Rumanía Top 200 Spotify Charts)                              | 28                 |
| 中華民國 (Taiwan Top 200 Spotify Charts)                              | 187                |
| Bolivia (Bolivia Top 200 Spotify Charts)                              | 178                |
| ประเทศไทย (Tailandia Top 200 Spotify Charts)                          | 139                |
| Islandia (Islandia Top 200 Spotify Charts)                            | 51                 |
| Ecuador (Ecuador Top 200 Spotify Charts)                              | 130                |
| Lituania (Lithuania Top 200 Spotify Charts)                           | 25                 |
| Suiza (Suiza Top 200 Spotify Charts)                                  | 25                 |
| Guatemala (Guatemala Top 200 Spotify Charts )                         | 104                |
| مليسيا (Malasia Top 200 Spotify Charts)                               | 57                 |
| Noruega (Noruega Top 200 Spotify Charts)                              | 96                 |
| Bélgica (Bélgica Top 200 Spotify Charts)                              | 18                 |
| Chile (Chile Top 200 Spotify Charts)                                  | 144                |
| Austria (Austria Top 200 Spotify Charts)                              | 48                 |
| Costa Rica (Costa Rica Top 200 Spotify Charts)                        | 128                |
| Estonia (Estonia Top 200 Spotify Charts)                              | 33                 |
| Finlandia (Finlandia Top 200 Spotify Charts)                          | 63                 |
| Luxemburgo (Luxemburgo Top 200 Spotify Charts)                        | 18                 |
| Filipinas (Filipinas Top 200 Spotify Charts)                          | 113                |
| Panamá (Panamá Top 200 Spotify Charts)                                | 169                |
| Polonia (Polonia Top 200 Spotify Charts)                              | 86                 |
| México ( Apple Music Top 500)                                         | 139                |
| Singapoure (Singapoure Top 200 Spotify Charts)                        | 75                 |
| لبنان (Lìbano Apple Music Top Songs)                                  | 20                 |
| Κύπρος (Chipre Apple Music Top Songs)                                 | 24                 |
| 대한민국( Corea Del Sur Apple Music Top Songs)                        | 90                 |
| Uzbekistán (¡Tunes Top Songs)                                         | 2                  |
| Malta (Apple Music Top Songs)                                         | 34                 |
| Eslovenia (Apple Music Top Songs)                                     | 6                  |
| دولة الإمارات العربية المتحدة (Emiratos Árabes Apple Music Top Songs) | 31                 |
| Rusia ( Apple Music Top 500 )                                         | 380                |
| مملكة البحرين ( Bareín Apple Music Top Songs)                         | 72                 |
| Islas Vírgenes Británicas (Apple Music Top )                          | 190                |
| Brasil (Top 500 Apple Music)                                          | 384                |
| دولة قطر ( Qatar Apple Music Top Songs)                               | 148                |
| Perú (Apple Music Top Songs)                                          | 192                |
| سلطنة عُمان ( Omán Apple Music Top Songs)                              | 91                 |
| مصر ( Egipto Apple Music Top Songs)                                   | 141                |
| Тоҷикистон (Tayikistán Apple Music Top 500)                           | 45                 |
| Papua Niu Gini ( Papúa Nueva Guinea Apple Music Songs)                | 146                |
| Holanda (Apple Music Songs)                                           | 24                 |
| Islas Caimán (Apple Music Songs)                                      | 184                |

## Versión de Il Divo
El cuarteto musical Il Divo compuesto por cuatro cantantes masculinos: el suizo Urs Bühler, el español Carlos Marín, el estadounidense David Miller y el francés Sébastien Izambard, versionaron a cuatro voces melódicas el tema, incluido en su álbum The Christmas Collection de 2005.

## Versión coral de Hector D. MacCarthy
El compositor canadiense/americano Hector D. MacCarthy (1888-1972) compuso el arreglo coral más famoso de White Christmas, versión a 4 voces mixtas (SATB) a capela.[cita requerida]

## Versión de Lady Gaga
«White Christmas» es una canción interpretada por la cantante estadounidense Lady Gaga, incluida en su cuarto EP, A Very Gaga Holiday. La canción sin ser lanzada como sencillo, ingresó al UK Singles Chart. La canción es una versión de la canción original cantada por Bing Crosby.

### Composición
La versión de «White Christmas» es "una rendición de Jazz" además Gaga incluyó una parte nueva donde habla sobre un muñeco de nieve. A la mitad de la canción y antes de nuevo verso, Gaga canta: So as you can tell, I'm very outgoing and a little bit shy, but I've decided that this song is just too short. It's such a beautiful Christmas song but it's only one verse, so I added an extra one —en español: Así que como pueden ver, soy muy extrovertida y un poco tímida, pero he decidido que esta canción es demasiado corta. Es una hermosa canción de Navidad, pero es sólo un verso, lo que añade un extra.

### Promoción
Gaga apareció sorpresivamente en The Oak Room en Nueva York el 29 de septiembre de 2010, (con un vestido hecho de pelo) y de nuevo el 5 de enero de 2011. Brian Newman sirvió como invitado intérprete en la trompeta para las actuaciones en la Gala de Robin Hood el 9 de mayo de 2011, en beneficio de la Robin Hood Foundation y en BBC Radio's1 Big Weekend en Carlisle, Inglaterra el 15 de mayo de 2011. La canción fue interpretada junto «Orange Colored Sky».
El 23 de noviembre de 2011 se anunció que ambas canciones estarían incluidas en el EP A Very Gaga Holiday junto a los sencillos «The Edge of Glory» y «Yoü and I».
La semana del domingo 3 de diciembre de 2011, la canción debutó en la posición 87 del UK Singles chart.

En 2013 Erasure hizo una versión para su álbum Snow Globe.

### Rankings
| País        | Lista            | Mejor Posición |
| ----------- | ---------------- | -------------- |
| Reino Unido | UK Singles Chart | 87             |